# プラッサーアメリカン
プラッサーアメリカン（英語Plasser American）は、アメリカ合衆国・バージニア州に本社工場をもつ線路重機メーカーである。オーストリアのプラッサー&トイラー社の北米部門である。

## 歴史
1960年にプラッサー&トイラーグループの北米ディビジョンとして、当時僅か5名の従業員によりバージニア州チェサピークに設立した。自国のユニオンパシフィック鉄道やサンタフェ鉄道をはじめ、ニューヨーク市地下鉄やロングアイランド鉄道などにも納入している。そのほか、カナダのCPレイル社といった近隣海外諸国への輸出や本国オーストリアからの輸入販売なども行う。現在では200名ほどの従業員が同社で活動する。
1991年にJR東日本へ納入したDYNA-C.A.T.シリーズは、山形新幹線・秋田新幹線の建設の際に活躍した軌道変換装置を備えた工事機材である。役目を終えた同機はその後タイ国鉄へ譲渡している。

## 生産品目
生産品目は、本国オーストリアからの部品調達により組み立てを行うKD（ノックダウン）方式を採っている。したがって、形式はほとんど変化はない。

## 主な納入先
- ロングアイランド鉄道
- サンタフェ鉄道
- ペンシルバニア鉄道
- イリノイ州立鉄道
- ロサンゼルス郡都市圏交通局
- ニューヨーク市地下鉄